# Condado de Kozienice
Nota linguística: Não confundir hrabstwo (condado) com powiat (divisão administrativa)..
Kozienice (polaco: powiat kozienicki) é um powiat (condado) da Polónia, na voivodia de Mazóvia. A sede é a cidade de Kozienice. Estende-se por uma área de 916,96 km², com 61 768 habitantes, segundo os censos de 2005, com uma densidade 67,38 hab/km².

## Divisões admistrativas
O condado possui:
Comunas urbana-rurais: Kozienice
Comunas rurais: Garbatka Letnisko, Głowaczów, Gniewoszów, Grabów nad Pilicą, Magnuszew, Sieciechów
Cidades: Kozienice

## Demografia
População (dados de 31 de Dezembro de 2005):
|          | Total   | Total | Mulheres | Mulheres | Homens  | Homens |
| -------- | ------- | ----- | -------- | -------- | ------- | ------ |
|          | pessoas | %     | pessoas  | %        | pessoas | %      |
| Total    | 61 768  | 100   | 31 162   | 50,4     | 30 606  | 49,6   |
| Cidades  | 18 602  | 100   | 9598     | 51,6     | 9004    | 48,4   |
| Povoados | 43 166  | 100   | 21 564   | 50       | 21 602  | 50     |